# Étang d'Ingril
L'étang d'Ingril est un étang appartenant au complexe lagunaire des étangs palavasiens. Il se trouve sur la côte languedocienne entre les communes de Vic-la-Gardiole et Frontignan.

## Géographie

Carte des étangs palavasiens

D'une longueur d'environ 7 km, il est séparé de la mer Méditerranée par un cordon de dunes sur lequel se trouve la station balnéaire de Frontignan-plage. Il se situe environ à mi-chemin entre Montpellier et Sète.
L'étang d'Ingril est séparé en deux parties (bassin nord et bassin sud) par le canal du Rhône à Sète.

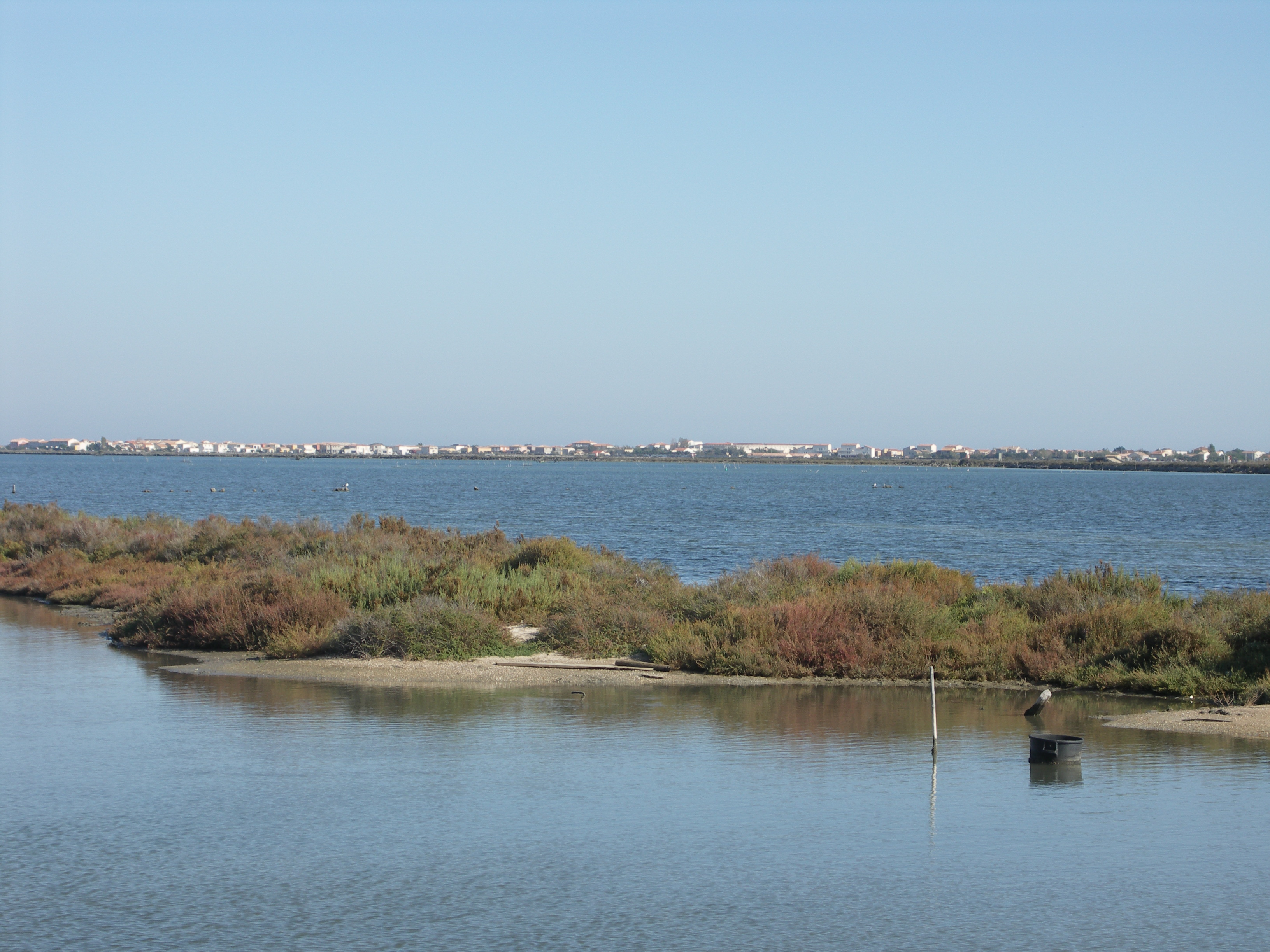
L'étang d'Ingril avec Frontignan-plage en fond
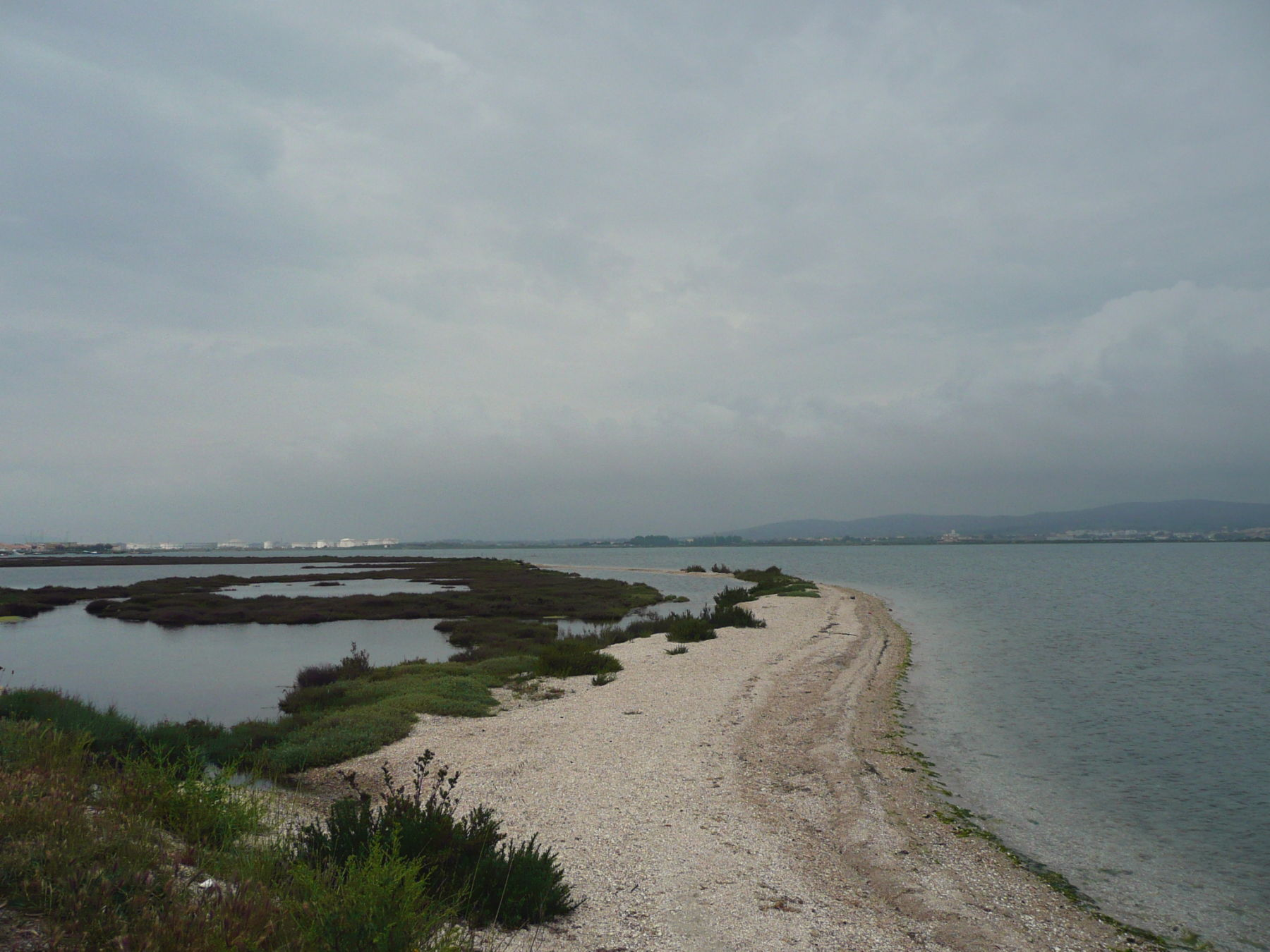
Vue de l'étang d'Ingril Sud à proximité du quartier du grau

## Faune et flore
Les anciens marais salants sont devenus une réserve naturelle pour la faune et la flore des zones humides. On y trouve des flamants roses (Phoenicopterus ruber), des hérons, des grues, de la salicorne et de la sansouire.
C'est un site classé (avec le bois des Aresquiers, l'étang de Vic et l'étang de la Pierre Blanche) en 1978 pour son caractère pittoresque.